# Solefaldssang
Solefaldssang (tegenwoordig gespeld Solefallssang) is een compositie van Ole Olsen. Het is een toonzetting van een tekst van Nordahl Rolfsen. Het is een lied uit de kinderkomedie Svein Uræd van Rolfsen uit 1890 waarbij Olsen muziek schreef. Het toneelstuk, dat op 4 maart 1890 in première ging in het Christiania Theater bestaat uit een verzameling Noorse verhalen waarbij de hoofdpersoon Svein Uræd weliswaar de held is, maar tevens laat blijken soms bang te zijn. Solefaldssang is Noors voor De zon valt/Zonsondergang; Uræd (uredd) betekent moedig.
Het lied wordt ook in de 21e eeuw nog gezongen, maar is buiten Noorwegen vrijwel onbekend, net als ander werk van de componist. Olsen distilleerde uit de totale muziek zijn Suite voor strijkorkest.